# Châteaugiron
Châteaugiron is een gemeente in het Franse departement Ille-et-Vilaine in de regio Bretagne. Het is de hoofdplaats van het gelijknamige kanton en maakt deel uit van het arrondissement Rennes. Châteaugiron telde op 1 januari 2018 8.028 inwoners. 
In de gemeente ligt het kasteel van Châteaugiron dat werd gebouwd tussen de 13e en de 18e eeuw.

## Geschiedenis
De plaats Châteaugiron is ontstaan in de 11e eeuw. De hertog van Bretagne schonk in 1008 een grond in de parochie Noyal aan ridder Anquetil. Die bouwde een houten kasteel. Na zijn dood in 1039 bouwde zijn zoon Giron een stenen kasteel. Rond 1100 kwam de abdij Sainte-Mélaine in Rennes in het bezit van de twee kerken in Châteaugiron: Sainte-Marie-Magdelaine, de kasteelkerk, en Sainte-Croix, de kerk van een benedictijner priorij die parochiekerk werd. De plaats ontstaan rond het kasteel groeide en kreeg in de loop van de 12e eeuw een zelfstandige status. De baronie Giron omvatte 16 parochies en was belangrijk als grensgebied van Bretagne. De baronnen van Giron waren trouwe vazallen van de hertogen van Bretagne. Tussen 1450 en 1470 liet baron Jean de Derval het kasteel herbouwen. In 1472 werd het verbond tussen Bretagne en Engeland tegen Frankrijk getekend in Châteaugiron.
Tussen 1589 en 1594 was Châteaugiron, strategisch gelegen tussen Rennes en Vitré, een strijdtoneel in de burgeroorlog tussen de Heilige Liga en de koning van Frankrijk. De stad werd geplunderd en de bewoners vluchtten. In 1701 werd de baronie gekocht door René Le Prestre de Lézonnet, een hoge functionaris in Bretagne. Hij liet het kasteel verbouwen. Châteaugiron bleef in zijn familie tot 1787.
Châteaugiron was een belangrijke marktplaats In de 17e eeuw ontstond de nijverheid van het maken van zeilen in Châteaugiron. Deze nijverheid ging teloor in de 19e eeuw en bovendien werd de stad niet gekozen voor een spoorwegverbinding. Dit zorgde voor economische malaise.
In 1971 fuseerde Châteaugiron met Veneffles en kwam ook gebied van de buurgemeenten Domloup en Noyal-sur-Vilaine bij de gemeente. Op 1 januari 2017 werden de aangrenzende gemeenten Ossé en Saint-Aubin-du-Pavail opgeheven en opgenomen in Châteaugiron.

### Ossé
Ossé was sinds de 14e eeuw een zelfstandige parochie. De plaats werd al eerder bewoond. In 2009 werd een Merovingische necropool met graven uit de 7e tot de 9e eeuw gevonden bij het dorp.

### Saint-Aubin du Pavail
Saint-Aubin du Pavail had al een kerk in de 11e eeuw en werd een parochie in 1245.

## Geografie
De oppervlakte van Châteaugiron bedroeg op 1 januari 2018 8,7 vierkante kilometer; de bevolkingsdichtheid was toen 922,8 inwoners per km².. De dorpen Ossé en Saint-Aubin du Pavail liggen ten oosten van het centrum van Châteaugiron; Ossé ten noordoosten van Saint-Aubin du Pavail.
De onderstaande kaart toont de ligging van Châteaugiron met de belangrijkste infrastructuur en aangrenzende gemeenten.

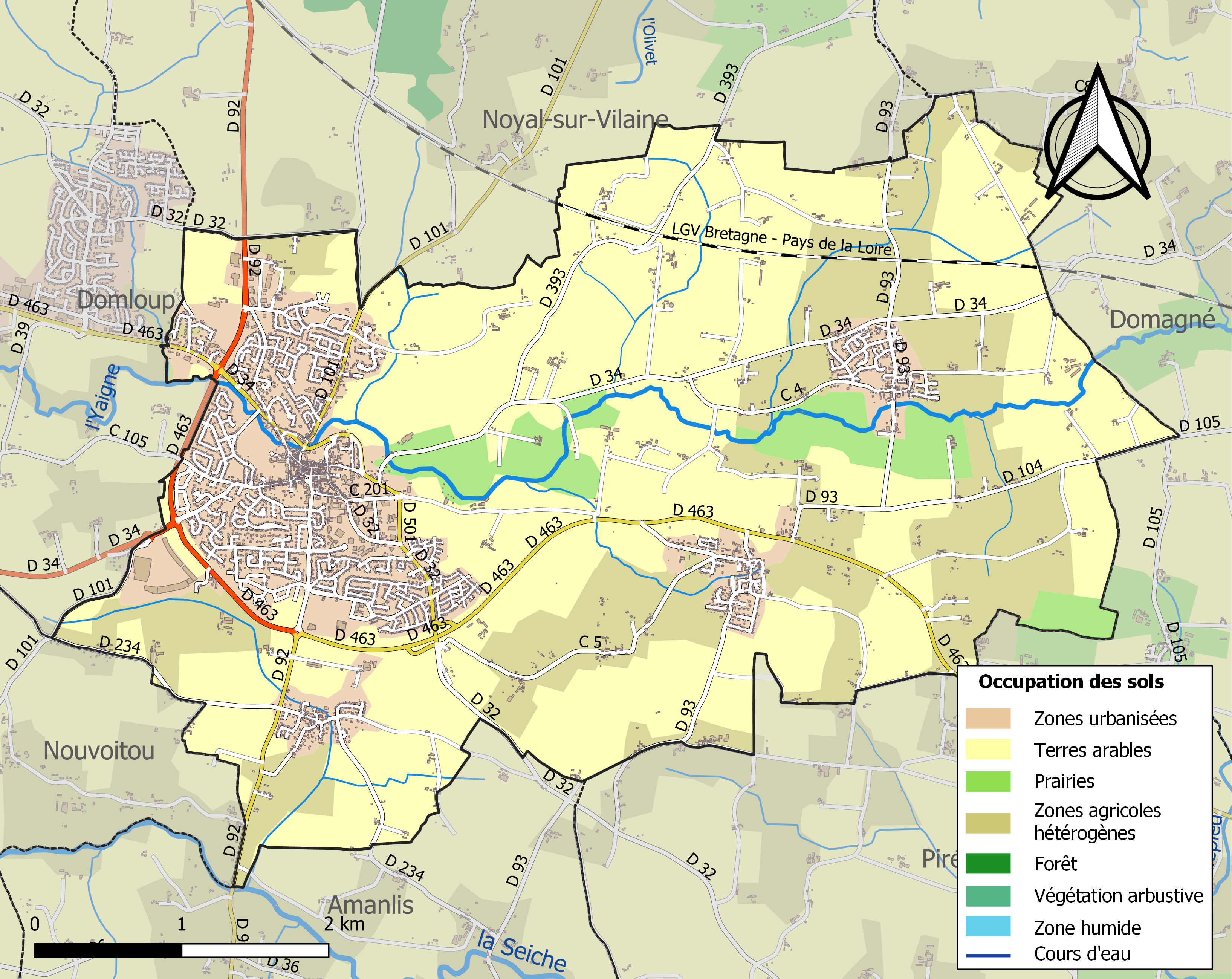

## Demografie
Onderstaande figuur toont het verloop van het inwonertal, bron: INSEE-tellingen. 

## Geboren
- Nicole Pellegrin (1944), historica en historisch antropologe